# Зерницький Володимир Петрович
Володимир Петрович Зерницький (нар. 1938 — ?) — український радянський діяч, секретар парткому Державного агропромислового комітету Української РСР. Кандидат у члени ЦК КПУ в лютому 1986 — червні 1990 року.

## Біографія
Освіта вища. Член КПРС.
Перебував на відповідальній партійній роботі.
На 1982 рік — завідувач сектора технічних культур сільськогосподарського відділу ЦК КПУ.
У 1985 — після 1989 року — секретар партійного комітету Державного агропромислового комітету Української РСР.

## Нагороди
- орден «Знак Пошани»
- ордени
- медалі